# Pical Ras
El Pical Ras és el cim més elevat de la Serra de Carreu. Fa 1.749,3 metres d'altitud, i es troba al centre de la meitat oriental de la serra esmentada. Es troba dins del terme municipal d'Abella de la Conca, a la comarca del Pallars Jussà, dins del territori de l'antic poble de la Torre d'Eroles.
És a la part de llevant de la serra, a l'est del Pas de Castellnou i del Cap de Carreu. És al nord-oest de la Gavarnera i al nord de Matacoix, on hi ha les restes d'un petit grup de masies de la Torre d'Eroles: Casa Coix, Casa Girvàs i Casa Junquer, principalment.
És la zona on es forma la capçalera del barranc de la Torre, afluent per la dreta del riu d'Abella a prop de la formació d'aquest riu.

## Etimologia
Tot i no tractar directament aquest topònim, Joan Coromines constata l'existència del topònim Pic Alt, formació romànica d'aquest nom i adjectiu catalans, així com de Pigal, mot preromà que significa mena de còdol, roc o penyal. La primera part de Pical Ras tant pot procedir de l'un com de l'altre, com de l'encreuament de tots dos. La segona part del topònim, Ras és un adjectiu romànic que fa referència a la llisor de la roca que forma aquest cim.